# Europeiska rådets toppmöte i Göteborg 2001
Europeiska rådets toppmöte i Göteborg 2001 var ett sammanträde i Europeiska rådet som hölls i Göteborg den 15–16 juni 2001 under Sveriges första ordförandeskap inom Europeiska unionen. Vid sammanträdet deltog stats- eller regeringscheferna från både unionens medlemsstater och de anslutande central- och östeuropeiska länderna. I anslutning till sammanträdet ägde även ett toppmöte mellan Europeiska unionen och USA rum. USA:s president George W. Bush var därför närvarande i Göteborg. Han blev därmed den första sittande amerikanska presidenten att besöka Sverige. Vid besöket medföljde även hans hustru Laura Bush och USA:s utrikesminister Colin Powell.
Under Europeiska rådets toppmöte diskuterades bland annat unionens framtida utvidgning, dess institutionella reformer, globaliseringens utmaningar och de transatlantiska förbindelserna med USA. Toppmötet blev dock mest känt för de bråk och kravaller som uppstod mellan demonstranter och den svenska polisen i anslutning till toppmötet och som går under benämningen Göteborgskravallerna.

## Deltagare vid toppmötet

### Europeiska rådets ledamöter

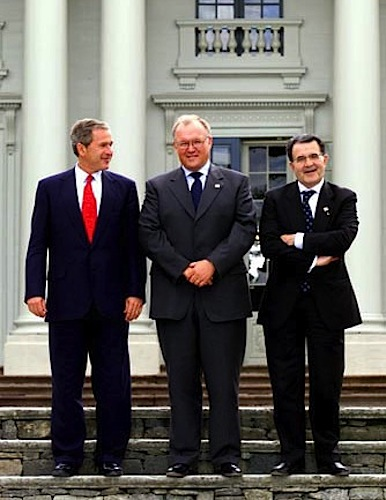
Sveriges statsminister Göran Persson med USA:s president George W. Bush och kommissionsordförande Romano Prodi på trappan till Gunnebo slott (2001).

#### Europeiska rådets ordförande
- Göran Persson, Sveriges statsminister

#### Europeiska kommissionens ordförande
- Romano Prodi, Europeiska kommissionens ordförande

#### Övriga rådsmedlemmar
- Guy Verhofstadt, Belgiens premiärminister
- Poul Nyrup Rasmussen, Danmarks statsminister
- Tarja Halonen, Finlands president, biträdd av Paavo Lipponen, Finlands statsminister
- Jacques Chirac, Frankrikes president, biträdd av Lionel Jospin, Frankrikes premiärminister
- Konstantinos Simitis, Greklands premiärminister
- Bertie Ahern, Irlands premiärminister
- Silvio Berlusconi, Italiens premiärminister
- Jean-Claude Juncker, Luxemburgs premiärminister
- Wim Kok, Nederländernas premiärminister
- António Guterres, Portugals premiärminister
- José María Aznar, Spaniens premiärminister
- Tony Blair, Storbritanniens premiärminister
- Gerhard Schröder, Tysklands förbundskansler
- Wolfgang Schüssel, Österrikes förbundskansler

### Övriga deltagare

#### Företrädarna för de anslutande länderna
- Ivan Kostov, Bulgariens premiärminister
- Glafkos Klerides, Cyperns president
- Mart Laar, Estlands premiärminister
- Andris Bērziņš, Lettlands premiärminister
- Rolandes Paksas, Litauens premiärminister
- Edward Fenech Adami, Maltas premiärminister
- Jerzy Buzek, Polens premiärminister
- Adrian Nastase, Rumäniens premiärminister
- Mikuláš Dzurinda, Slovakiens premiärminister
- Janez Drnovšek, Sloveniens premiärminister
- Miloš Zeman, Tjeckiens premiärminister
- Bülent Ecevit, Turkiets premiärminister
- Viktor Orbán, Ungerns premiärminister

#### Företrädarna för USA
- George W. Bush, USA:s president, biträdd av Colin Powell, USA:s utrikesminister